# Royal de Montréal (UFA)
Pour d'autres équipes appelées Royaux, Royal ou Royals de Montréal, voir Royaux de Montréal.
Le Royal de Montréal est une équipe professionnelle de ultimate basée à Montréal au Québec. Cette équipe fait partie de la division est de l'Ultimate Frisbee Association (UFA). Ils sont la deuxième équipe canadienne à intégrer cette ligue après le Rush de Toronto. Le Royal a joué ses matchs à domicile au stade Percival-Molson jusqu'en 2016 inclusivement. Depuis la saison 2017, ils jouent au Complexe sportif Claude-Robillard. Le Royal a joué son match inaugural le 19 avril 2014 contre le Rush de Toronto.
Le Royal est l'équipe hôtesse des Championnats de fin de saison (Championship Weekend) de 2017 qui se sont tenus le 27 août. 
Le nom de Royal a plus d'une origine, les copropriétaires ayant déjà joué dans une équipe portant ce nom dans l'Association de Ultimate de Montréal, le Mont Royal qui domine la ville de Montréal, de même que l'ancienne équipe de la ligue mineure de baseball les Royaux de Montréal.

## Alignement 2019
| No | Prénom     | Nom             |
| -- | ---------- | --------------- |
| 2  | Vincent    | Gamache         |
| 6  | Vincent    | Lemieux         |
| 9  | Nabil      | Chaouch         |
| 13 | André      | Arsenault       |
| 21 | Gabriel    | Monfette        |
| 27 | Miguel     | Goderre         |
| 28 | Sacha      | Poitte-Sokolsky |
| 42 | Christophe | Tremblay-Joncas |
| 44 | Quentin    | Bonnaud         |
| 64 | Simon      | Charette        |
| 71 | Malik      | Auger-Semmar    |
| 81 | Kevin      | Quinlan         |
| 82 | Basile     | Limoge          |
| 86 | Jakob      | Brissette       |
| 88 | Estéban    | Ceballos        |